# Salzstock Lesum
Der Salzstock Lesum ist eine oberflächennahe Salzstruktur im Bremer Stadtteil Burglesum, dem Bremer Ortsteil Blockland und der benachbarten niedersächsischen Gemeinde Ritterhude. Er enthält Kavernenspeicher, in denen Dieselöl als Teil der strategischen Ölreserve für Krisenzeiten sowie Erdgas gelagert wird. Mit der Anlage der Kavernen wurde 1968 begonnen.

## Geographie und Geologie
Der Bremer Ortsteil Burgdamm liegt vollständig über dem Salzstock, die Ortsteile Lesum, Werderland, Burg-Gramke und Blockland sowie die Gemeinde Ritterhude teilweise. Der aus dem Zechstein-Salinar gebildete Salzstock hat eine Ausdehnung von 5,5 × 3,5 km und eine Sekundärmächtigkeit von über 4600 m; der Salzspiegel liegt in einer Teufe von etwa 157 m unter Geländeoberkante bei 135 m unter NHN.
In der Übergangszeit zwischen den Erdzeitaltern Perm und Trias bis vor ca. 250 Millionen Jahren entstanden aus dem Zechsteinmeer durch Verdunstung mächtige Ablagerungen von verschiedenen Salzen. Die Auflast jüngerer Gesteinsschichten löste besonders an Schwächezonen dieses Deckgesteins eine Salztektonik aus. Entsprechend entstand der Salzstock Lesum durch hauptsächlich seitliche Verdrängung der jüngeren Gesteine; das Salzgestein stieg mehr als vier Kilometer bis nahe an die Oberfläche auf.
Später wurde der Salzstock horizontal eingeengt (kompressiv überprägt) und es entstand in rund 2,5 km Tiefe eine Salzintrusion, die weit zwischen Gesteinsschichten eindrang.
Infolge der Nähe zur Oberfläche reicht der Salzstock in den Grundwasserleiter. Das Wasser löst vorrangig die leicht löslichen Anteile des Salzgesteins. Dadurch entstand ein Gipshut, der aufgrund des Materialverlusts fortlaufend Tragfähigkeit verliert. Es können Erdfälle entstehen. Im Geestbereich Lesum–Ritterhude wurden etwa 20 kreisrunde, teils mit Weichschichten aufgefüllte Geländeabsenkungen mit bis zu 200 m Durchmesser als Erdfälle über dem Salzstock Lesum erkannt. Das Muster ihrer Verteilung lässt vermuten, dass auch im Marschgebiet von Burg-Grambke Erdfälle vorhanden sind.

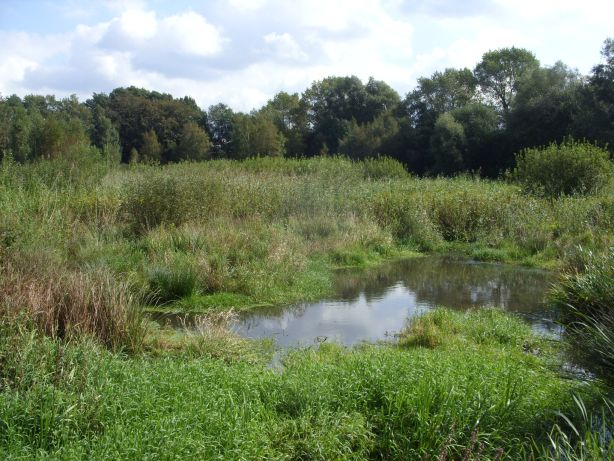
Ruschdahlmoor, 2011

Das Ruschdahlmoor ist sichtbare Folge von zwei Erdfällen. Das Niedermoor wurde später von Hochmoortorf überwachsen. Mit einer Torfmächtigkeit von 32 Metern gilt es als das tiefste Moor Deutschlands und als eines der tiefsten in Europa. C14-Untersuchungen datieren den Torf auf eine Entstehungszeit zwischen 9120 und 8612 v. Chr.
Zumindest der Gipshut ist weiterhin der Lösewirkung des Grundwassers ausgesetzt. In der Karte der Geogefahren in Niedersachsen, Erdfall- und Senkungsgebiete ist ein Bereich über dem Salzstock Lesum ausgewiesen.

## Kavernenspeicher

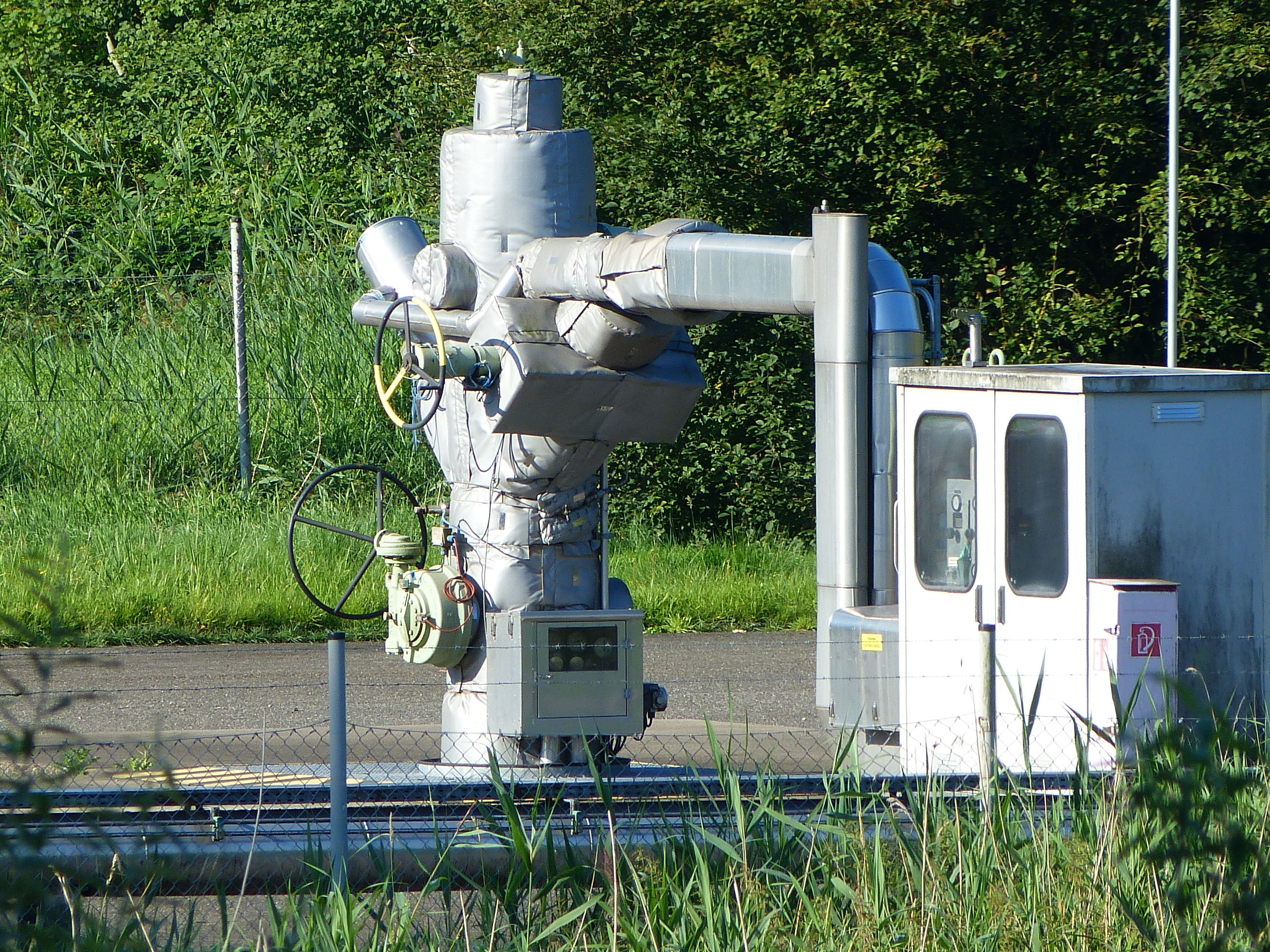
Kavernenfeld Lesum; Kavernenkopf der Gaskaverne L203

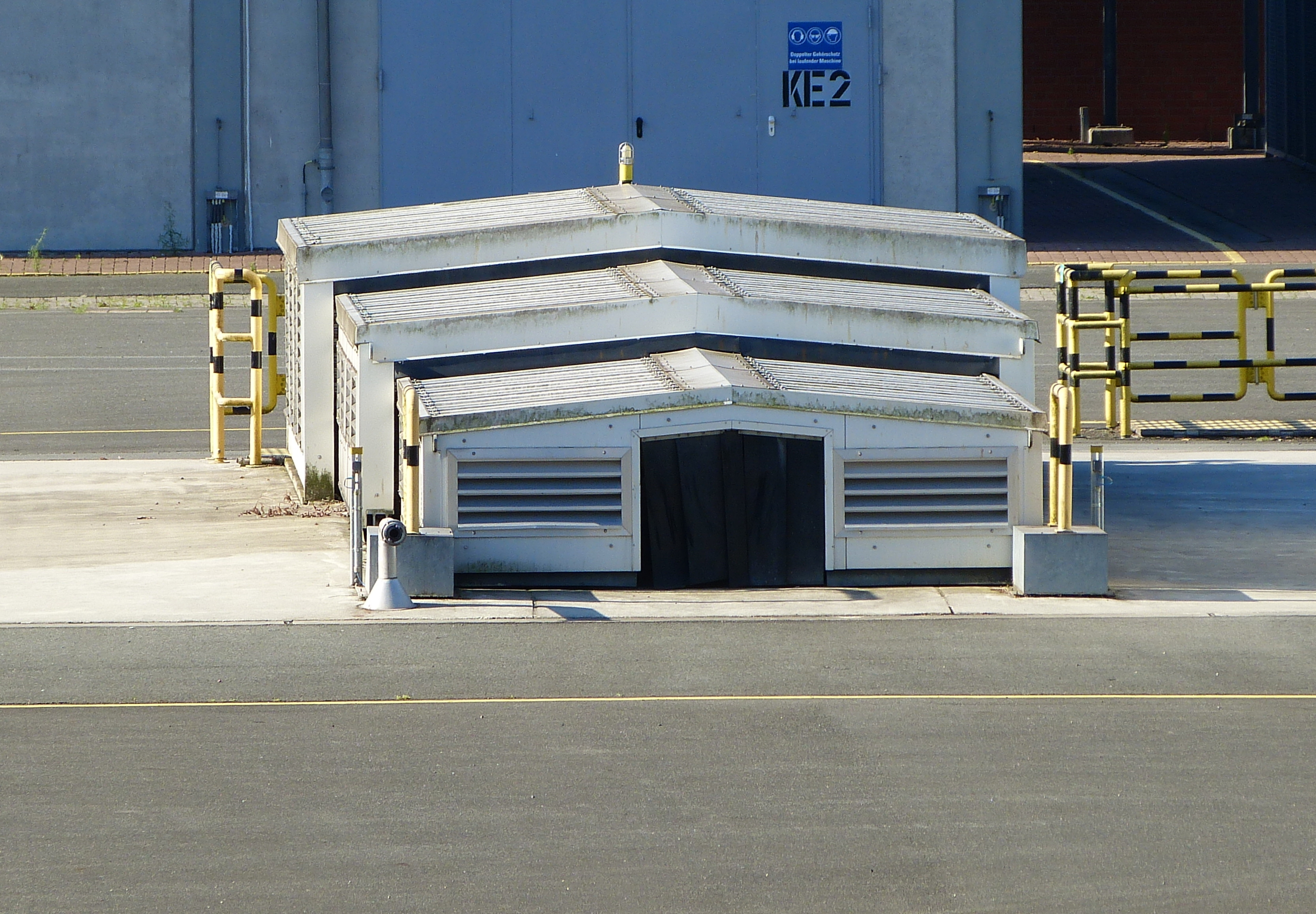
Kavernenfeld Lesum; verschiebbare Einhausung für zwei Kavernenköpfe

Das Kavernenfeld liegt im Ortsteil Burg-Grambke nahe der Lesum (Lage) und besteht aus neun Kavernen. Eigentümer ist der Erdölbevorratungsverband (EBV). Sieben Kavernen werden von der Nord-West Kavernengesellschaft mbH (NWKG) im Auftrag des EBV zur Speicherung von Dieselöl betrieben. Zwei Kavernen sind an Storengy als Erdgasspeicher verpachtet. Zwei heutige Dieselöl-Kavernen (L201, L203) wurden 1988–2022 von swb/wesernetz als Erdgasspeicher genutzt.
Die Hochpunkte der Kavernen liegen einige hundert Meter unter Gelände im Salzgestein. Die Hohlräume haben zumeist Höhen von etwa 200–300 m und Durchmesser von etwa 30–40 m. Sie sind ungleichmäßig zylindrisch oder ei- bis birnenförmig.

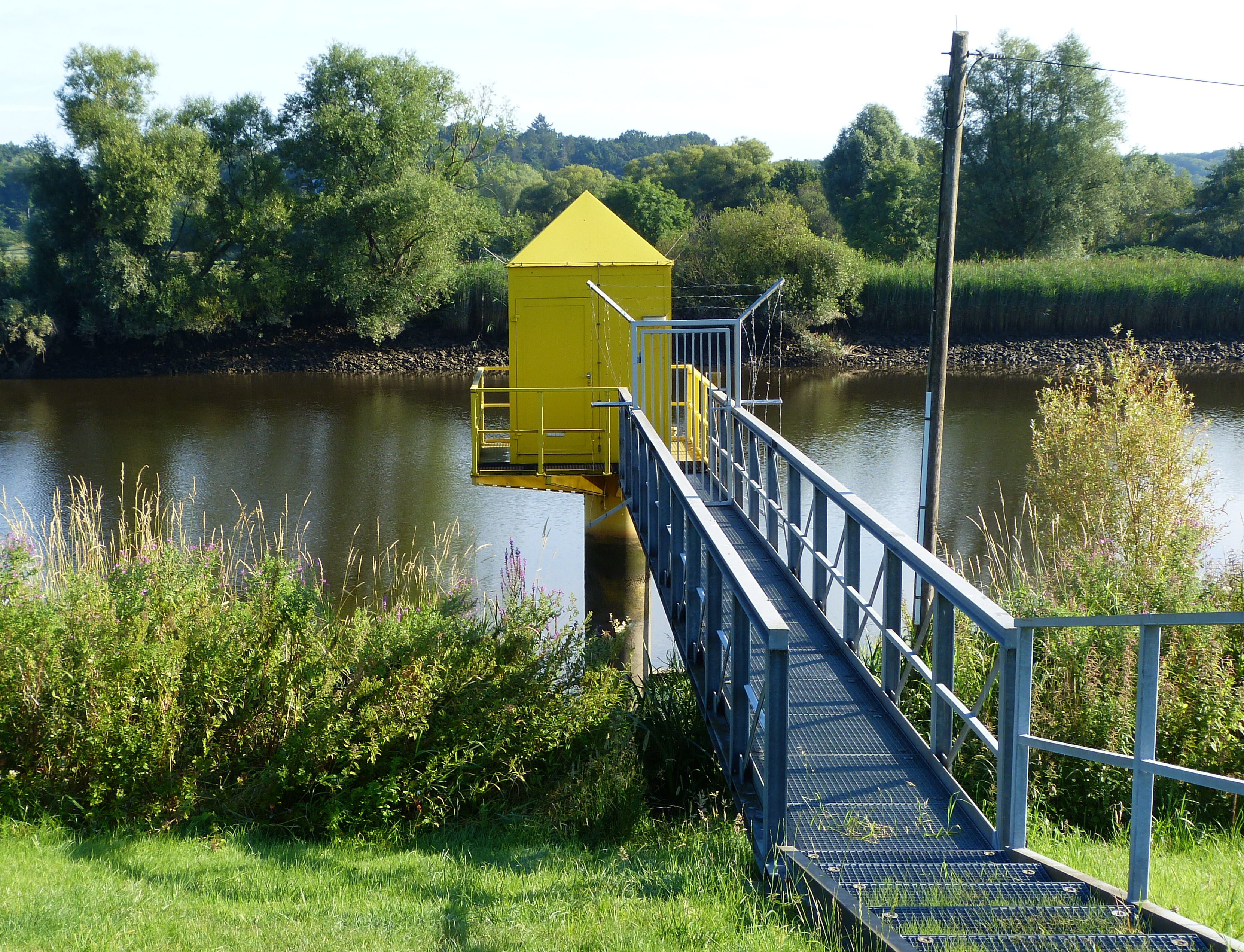
Entnahmebauwerk in der Lesum

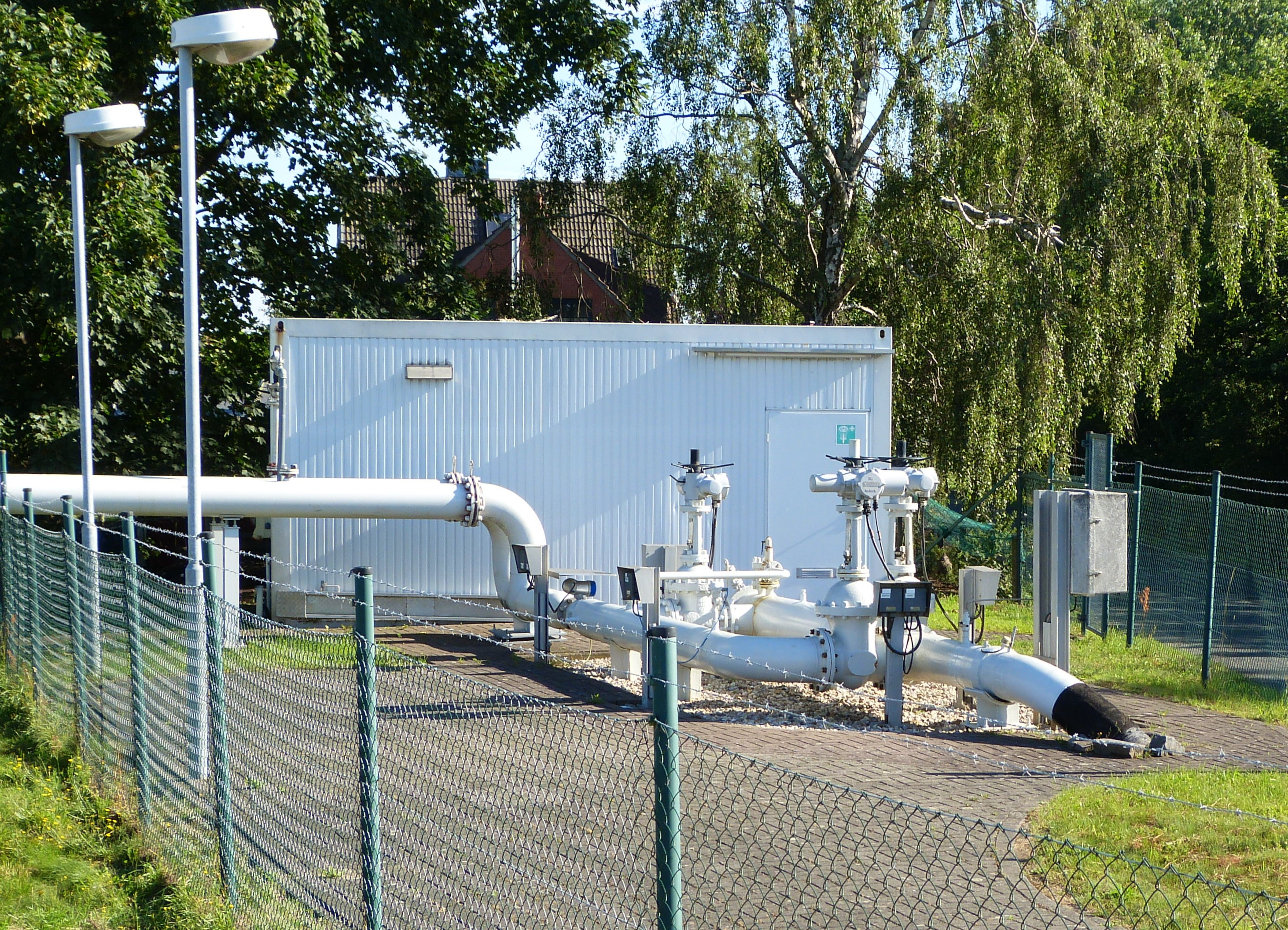
Endpunkt der Solefernleitung im Werderland, Ventilgruppe und Molchstation, links Rohrleitungen zur Einleitung der Sole in die Weser

Zur Herstellung der Kavernen wird eine Bohrung bis zur geplanten Kavernensohle abgeteuft und zwei ineinander liegende Rohrstränge eingebaut. Zur Aussolung des Hohlraums wird Frischwasser injiziert und dabei die entstehende Sole aus dem Hohlraum verdrängt und abgeleitet. Das Frischwasser wird über ein Entnahmebauwerk direkt aus der benachbarten Lesum (Lage) entnommen. Die Sole wird über eine ca. acht Kilometer lange Pipeline im Ortsteil Werderland in Höhe Lemwerder in die Weser eingeleitet (Lage).
Frischwasser- und Soleleitung bleiben mit den fertigen Mineralöl-Kavernen verbunden, weil sie bei Aus- bzw. Einlagerungsvorgängen benötigt werden. Eine ca. 5,5 Kilometer lange Pipeline zu einem Tanklager mit Seeschiff-Terminal am Ölhafen (Lage) dient dem Öltransport.
Das Mineralöl schwimmt auf der wässrigen Phase (Sole) auf. Die beiden Rohrleitungen enden nahe dem Hochpunkt (Öl) bzw. Tiefpunkt. Beim Einlagern wird Mineralöl in die Kaverne gepresst und die verdrängte Sole abgeleitet. Beim Auslagern wird Frischwasser eingepresst und das Öl in die Produktleitung verdrängt. Weil Frischwasser das umgebende Salz auflöst, werden Kavernen durch jedes Auslagern größer und ihre Form verändert sich. Sie sind daher Langzeit-Lager mit möglichst seltenen Veränderungen. Am Standort Lesum fand bisher keine Auslagerung zu Verbrauchszwecken statt.
In den sieben Kavernen der NWKG mit Teufenlage 470–1350 m wird Dieselöl gelagert. Die Speicherkapazität beträgt ca. 1.800.000 m³. Erster Bohrtag war der 7. September 1968.
Kavernen für Gas werden nach der ersten Befüllung von den Leitungen für Frischwasser und Sole getrennt. Sie werden befüllt, indem verdichtetes Gas unter hohem Druck eingepresst wird. Dieser Druck wird für die Entnahme genutzt. Gaskavernen werden im Normalbetrieb nicht drucklos. Es verbleibt stets Kissengas, das dem Gebirgsdruck entgegenwirkt. Gaskavernen eignen sich auch für häufige Wechsel von Aus- und Einlagerungen beispielsweise zur Anpassung an saisonale Verbrauchsschwankungen. Bis zur Marktraumumstellung, die hier am 1. April 2021 stattfand, wurde L-Gas gelagert.
Storengy betreibt als Dienstleister zwei Kavernen in 1251–1664 m Teufe mit einem nutzbaren Gesamt-Arbeitsgasvolumen von 153 Mio. m³ (Normvolumen). Der Speicher ist direkt an das Fernleitungsnetz (Gasunie Deutschland) angeschlossen. Abweichende Angaben: 1312–1765 m Teufe.
Die beiden Kavernen von wesernetz wurden als Ausgleich für saisonale Verbrauchsschwankungen im eigenen Versorgungsnetz konzipiert. Ihre Teufe liegt bei 1050–1350 m, das verfügbare Arbeitsgas betrug 68 Mio. m³. Der Speicher war über eine eigene Hochdruck-Leitung zum multifunktionalen Netzkoppelpunkt Riedemannstraße (Lage) im Ortsteil Oslebshausen an das Fernleitungsnetz und das örtliche Versorgungsnetz angeschlossen.

### Geschichte
Aufgrund der seit 1966 geltenden Pflicht für Hersteller von bestimmten Erdölerzeugnissen, Mindestvorräte anzulegen, ließ die Mobil Oil A.G. ab 1968 hier zwei Kavernen für ihre Raffinerie am Bremer Ölhafen erstellen. Bereits sechs Jahre später wurde die Raffinerie stillgelegt. Der aufgrund des Erdöl-Bevorratungsgesetzes gegründete EBV übernahm die Kavernen. In der Folgezeit hat die NWKG hier weitere Kavernen für den EBV erstellt.
Ende der 1980er- bzw. Anfang der 1990er-Jahre wurden zwei Kavernen für swb/wesernetz erstellt. Zwei weitere Kavernen wurden 2000 von Exxon Mobile in Betrieb genommen und die Anlage 2011 an Storengy verkauft.
Infolge der Marktraumumstellung mussten auch die Speicher von L-Gas auf H-Gas umgestellt werden. Angesichts der dann netzweit größeren Speicherkapazität hielt wesernetz den Betrieb eigener Speicher nicht mehr für sinnvoll. Das Gas der beiden Kavernen sollte daher bis Ende 2021 vollständig entnommen und in das Bremer Versorgungsnetz eingespeist werden. Die Kavernen sollten danach an den EBV zurückgegeben und von der NWKG als Mineralölspeicher genutzt werden.

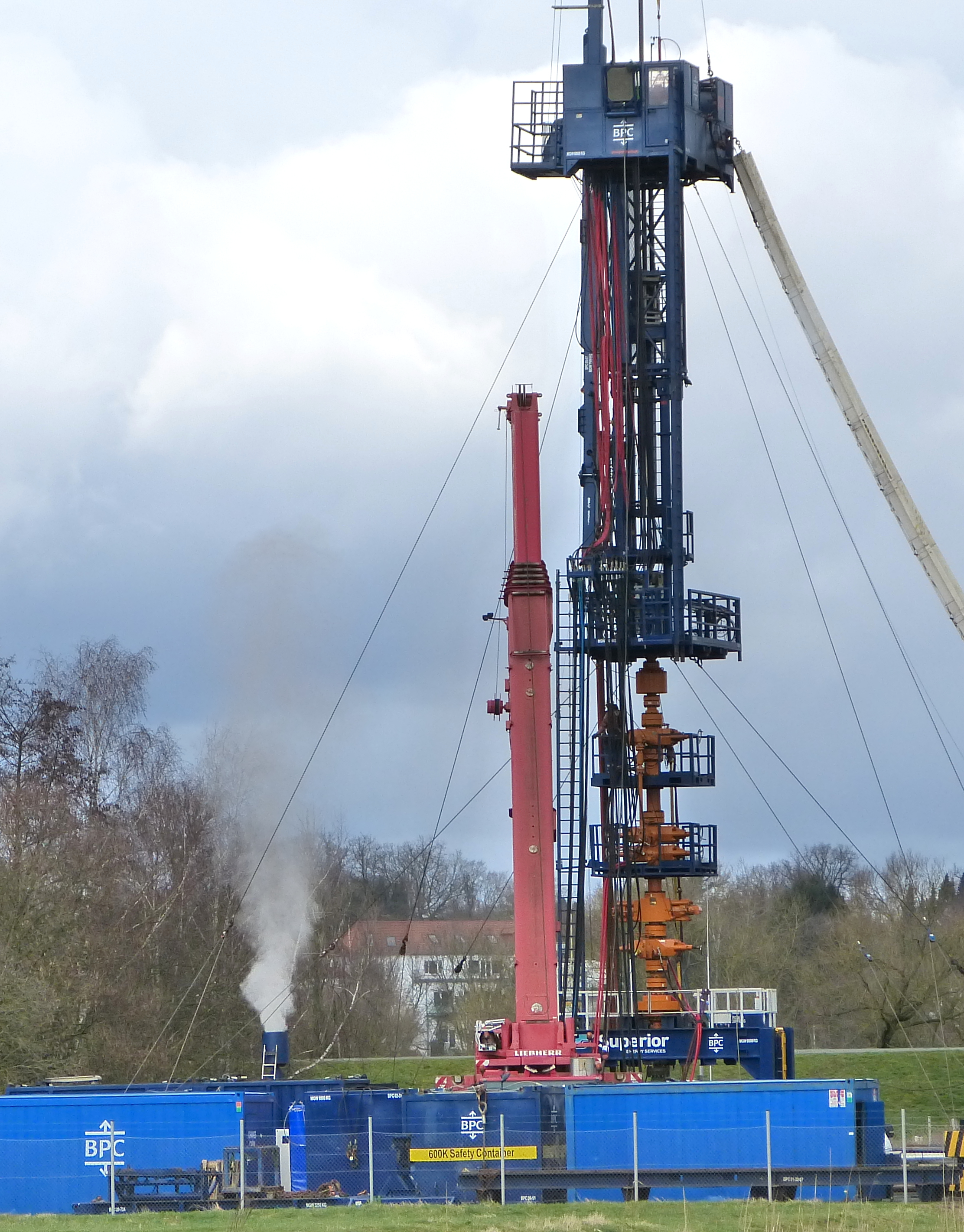
Snubbing unit über L203

Im November 2019 wurde unter großem technischen Aufwand (Geräteturm, Druckschleuse; englisch: Snubbing unit) in die erste Kaverne ein zusätzlicher Rohrstrang bis zum Boden eingebracht und über Hochdruckpumpen mit der Frischwasserentnahme verbunden. Danach begann die Gasentnahme unterbrochen durch Phasen, in denen Wasser unter Hochdruck in die Kaverne injiziert wurde, um den Kavernendruck zu erhalten und schließlich das Gas vollständig zu verdrängen. Ab Herbst 2020 sollten die entsprechenden Maßnahmen an der zweiten Kaverne (L203) erfolgen. Das Erdgas aus L203 konnte erst nach der Umstellung auf H-Gas ausgelagert werden und wurde daher vor der Einspeisung ins Versorgungsnetz mit LPG (Propan/Butan) an die Eigenschaften von H-Gas angepasst; der Vorgang dauerte bis Mai 2022.
Die beiden Kavernen von Storengy wurden ab April 2021 als Speicher für H-Gas betrieben.

### Kritik und Umwelteinflüsse
Im Rahmen des Genehmigungsverfahrens 1968 wurden rund 70 Einsprüche erhoben. Darin – wie auch bei den öffentlichen Anhörungen – wurde besonders die Einleitung der Sole in oberirdische Gewässer als zusätzliche „unzumutbare Versalzung“ kritisiert. Insbesondere Marschbauern aus dem Raum Lemwerder/Berne sorgten sich um das Tränkewasser für ihr Vieh, weil sie Weserwasser nutzten. Außerdem wurden Gefahren durch die Öllagerung, Verseuchung des Grundwassers, Sorgen um die Standfestigkeit der Kavernen sowie die unklare Haftungsfrage bei Schäden durch die Aussolung genannt.
Nach der Ankündigung der Arbeiten zur Außerbetriebnahme der wesernetz-Gaskavernen wurden aus der Bevölkerung Vorbehalte geäußert: Der erforderliche Schwerlastverkehr durch enge Straßen wird zu Straßenschäden und Erschütterungen der anliegenden Gebäude führen; bei der Wasserentnahme wird der Wasserstand der Lesum vermindert und Fische werden eingesaugt; Bodenabsenkungen entstehen, wenn sich durch die Gasentnahme das Volumen der Kavernen infolge Gebirgsdruck vermindert; Verminderung der Standfestigkeit der Kavernen infolge Volumenvergrößerung durch die Lösewirkung des eingebrachten Frischwassers; die bei der späteren Speicherung von Mineralöl verdrängte Sole wird in die Weser eingeleitet.
Die Auswirkungen der tatsächlichen Gewässerbenutzungen sind u. a. abhängig vom Verhältnis der Volumenströme der Entnahme bzw. Einleitung in Bezug auf die der Gewässer. Die maximalen Volumenströme der Frischwasserentnahme  und der Soleeinleitung werden bereits durch den verfügbaren Querschnitt der in die Kaverne eingeführten Leitungen begrenzt. Die Wasserentnahme hat daher keinen merklichen Einfluss auf den Wasserstand der Lesum, die zudem Tidegewässer mit einem mittleren Tidenhub von mehr als drei Metern ist.
Die Sole wird in die Weser eingeleitet, deren mittlerer Abfluss ca. 330 m³/s (entspr. 1.188.000 m³/h) beträgt. Der Chloridgehalt der Weser (Mittelwert 236 mg/l) wird daher trotz der Soleeinleitung im Rahmen der normalen Schwankungsbreite bleiben.
Abgesehen davon hat die Einleitung von konzentrierter Sole aufgrund ihrer hohen Salzkonzentration in der Nähe der Einleitstelle (also vor ausreichender Verdünnung) zweifellos Auswirkungen auf Lebewesen.
Die Lagerung von Mineralöl und Gas in Salzkavernen wird in großem Umfang betrieben und gilt bei Einhaltung des Regelwerks als sicher. Dennoch geschehen Störfälle mit Freisetzung großer Mengen Öl bzw. Gas (Beispiele). Die Ursachen liegen vor allem in den über und unter Tage eingebrachten technischen Einrichtungen.
Bedenken hinsichtlich der Standfestigkeit der Kavernen bei vollständiger Gasentnahme sind unbegründet, weil bei diesem Vorgang der Hohlraum mit Wasser gefüllt wird. Dadurch wird – wie bei der Aussolung oder dem Auslagern von Mineralöl – durch die Lösewirkung das Kavernenvolumen vergrößert. Der Salzabtrag nimmt mit der Zeit zu, bis sich durch Sättigung der Sole ein Gleichgewicht einstellt.
Bei der Entstehung des Salzstocks waren Druckunterschiede und die plastische Reaktion des Salzgesteins ursächlich. Auf diesen Prinzipien beruht auch der stetige Volumenverlust von Kavernen.
Der gegenüber dem Innendruck der Kaverne (Hydrostatischer Druck, Gasdruck) höhere lithostatische Druck bewirkt, dass das Salzgestein in die Hohlräume hinein kriecht (Konvergenz). Dieser Vorgang beginnt bereits bei der Aussolung und hält mindestens für die Dauer der Nutzung an. Konvergenz vermindert nicht nur das Nutzvolumen der Kaverne, sondern verformt sie auch. Allmählich entsteht ein Volumenschwund des Gebirges mit der Folge einer Absenkungsmulde an der Tagesoberfläche. Kavernenbetreiber sind verpflichtet, das Ausmaß der Bodensenkung zu prognostizieren und durch jährliche Vermessung zu dokumentieren. Die Bergbehörde veröffentlicht die Bereiche über Kavernenanlagen mit einer Geländeabsenkung um mindestens 10 cm (bergbaurechtliche Einwirkungsbereiche). Das „Fehlen“ einer Kennzeichnung über dem Burglesumer Kavernenfeld bedeutet, dass eine entsprechende Absenkung bisher nicht festgestellt wurde.
Ob Kavernen nach Nutzungsende durch Füllung mit Sole und druckdichtem Verschluss dauerhaft gesichert werden können, ist fachlich umstritten. Dagegen steht die Annahme, dass die Kaverne durch Konvergenz vollständig vom Salz ausgefüllt wird, wenn sie nicht mit festem Material verfüllt wurde. Bei der Prognose der Bodensenkung wird von der Machbarkeit des dauerhaft druckdichten Kavernenverschlusses ausgegangen. Das bedeutet im Versagensfall, dass die Kaverne im oberen Bereich undicht wird, die Sole ausgepresst werden kann und die Bodensenkung entsprechend größer ausfällt.